# Röthelstein (Grazer Bergland)
Der Röthelstein ist ein 1263 m ü. A. hoher Berg im Grazer Bergland im österreichischen Bundesland Steiermark. Bekannt ist er vor allem für die Lage der Drachenhöhle und sein markantes Erscheinungsbild über dem Mittleren Murtal. Etymologisch teilt sich der beliebte Kletterberg diese Bezeichnung mit der gleichnamigen Ortschaft.

## Lage und Umgebung
Der Röthelstein liegt im nördlichen Teil des Grazer Berglandes am orographisch linken Murufer im Gemeindegebiet von Pernegg. Der Berg erhebt sich gut 800 m über den Talboden und drängt sich bei Fahrten über die Brucker Schnellstraße (S 35) ins Blickfeld. Das Zentrum von Graz liegt 28 km südlich, die Bezirkshauptstadt Bruck an der Mur etwa 12 km in nordwestlicher Richtung. Im näheren Umkreis liegen mit dem Hochlantsch (1720 m) und der Roten Wand (1505 m) die höchsten Gipfel des Grazer Berglandes.

## Geologie
Sein schroffes Erscheinungsbild verdankt der Röthelstein seinem geologischen Aufbau. Der Berg ist Teil des Grazer Paläozoikums, die Gesteine, überwiegend Kalke entstammen dem Devon und sind folglich rund 400 Millionen Jahre alt. Stratigraphisch gehört der Röthelstein der Hochlantsch-Fazies an, die sich vom Rest des Grazer Berglandes vor allem durch ausgeprägte Stock- bzw. Riffbildung unterscheidet. Verantwortlich hierfür sind Vorkommen diverser Korallenarten, darunter der Ordnung Rugosa im Urmeer Palaeotethys.

## Normalweg
Der gängige Aufstieg erfolgt von Mixnitz (450 m) über die steile Westseite des Berges. Kurz vor der Drachenhöhle muss eine steile Rinne mit Sicherungskette durchquert werden. Ab der Höhle ist der Aufstieg unmarkiert, über eine Holzstiege erreicht man den teilweise bewaldeten Gipfelbereich. Der eigentliche Gipfel befindet sich rechterhand und sollte aus Respekt vor den hier lebenden Steinböcken (Gatter) nicht betreten werden. Entlang des Gatters führt der (ebenso unmarkierte) Weg sanft bergab in die Bucheben, einen Sattel zwischen Röthelstein und Roter Wand. Ab dem Bahnhof Mixnitz benötigt man für den Aufstieg ca. 2¼ Stunden, vom Parkplatz „Rote Wand“ oberhalb von Tyrnau (rund 880 m) ist mit 1 Stunde zu rechnen.

## Klettern

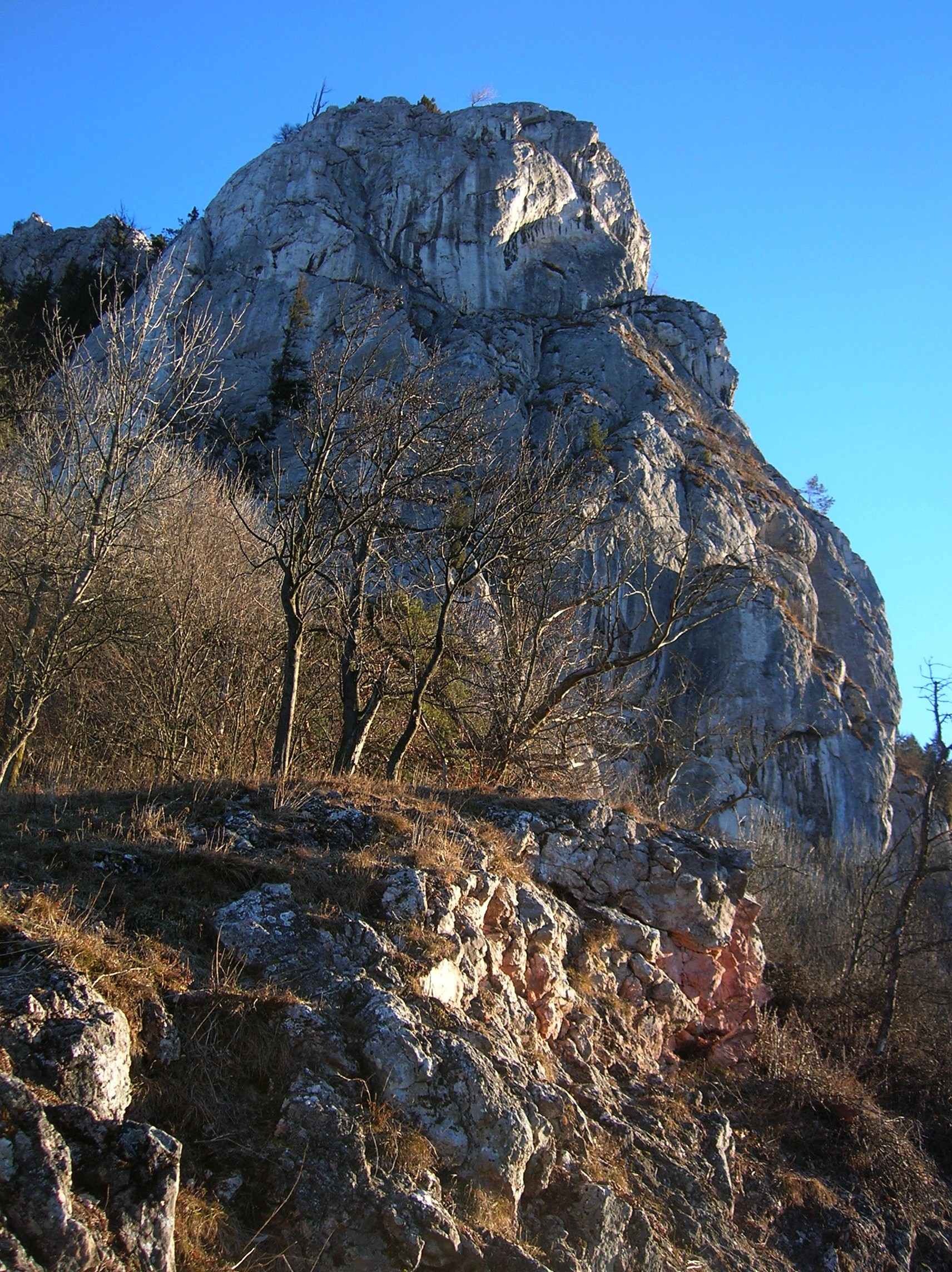
Über den Ratengrat führen einige der beliebtesten Kletterrouten

Mit seinen zahlreichen Kletterrouten in verschiedenen Schwierigkeitsgraden zählt der Röthelstein zu den beliebtesten Kletterbergen im Grazer Bergland. Die meisten Routen führen über den Südostsporn oder durch die Breite Wand bzw. über den Ratengrat südwestlich des Gipfels. Im Folgenden ist eine Auswahl an Routen mit dem jeweiligen UIAA-Schwierigkeitsgrad aufgelistet.
- Plattenzauber (8-)
- Jägersteig (7+)
- Eldorado (6+)
- Land des Lächelns (6+)
- UFO (6+)
- Michelangelo (6)
- Elfengarten (5-)
- Winnetou (5-)
- Wigl Wogl (5-)
- Schlangengrube (5)
- Postlerweg (4+)
- Sportmuffel (4+)
- Alte Südwest (4-)[3][4]

## Besonderheiten
Am Westhang des Berges befindet sich in 950 m Höhe der Eingang zur Drachenhöhle (Kataster-Nr. 2839/1), einem der bedeutendsten neolithischen Fundorte der Steiermark. Die Höhle ist unversperrt und daher frei zugänglich, darf aber nur mit Führer betreten werden. Eine weitere bekannte Höhle findet sich mit der Mathildengrotte (Kataster-Nr. 2839/3) auf annähernd gleicher Seehöhe auf der Südseite des Berges.
Im weniger begangenen Bereich oberhalb der Höhlen sind häufig Steinböcke der hiesigen Kolonie anzutreffen. Ihr Habitat umfasst neben dem Röthelstein die Rote Wand und den Hochlantsch.